# Eliminatórias da Copa do Mundo FIFA de 2026 – AFC (quarta fase)
A quarta rodada de partidas da AFC para a qualificação para a Copa do Mundo FIFA de 2026 será disputada em outubro de 2025.

## Formatar
As equipes que ficarem em terceiro e quarto lugares na terceira fase serão divididas em dois grupos de três equipes. Cada grupo jogará um torneio de todos contra todos em um local centralizado. Os vencedores de cada grupo se classificarão diretamente para a Copa do Mundo FIFA de 2026, enquanto os segundos colocados avançarão para a quinta fase.

## Equipes qualificadas
As seguintes equipes terminaram em terceiro ou quarto lugar em seus respectivos grupos da terceira rodada:
- Indonésia
- Iraque
- Omã
- Catar
- Arábia Saudita
- Emirados Árabes Unidos

## Sorteio
O sorteio da quarta rodada está programado para ocorrer em 17 de julho de 2025 em Osaka, Japão.

## Agendar
O calendário da competição deverá ser o seguinte:

## Grupo A
| Pos | Equipe                 | Pts | J | V | E | D | GP | GC | SG | Classificado                             |  | QAT   | UAE    | OMA    |
| --- | ---------------------- | --- | - | - | - | - | -- | -- | -- | ---------------------------------------- |  | ----- | ------ | ------ |
| 1   | Catar (H)              | 0   | 0 | 0 | 0 | 0 | 0  | 0  | 0  | Qualificado à Copa do Mundo FIFA de 2026 |  | —     | 14 Out |        |
| 2   | Emirados Árabes Unidos | 0   | 0 | 0 | 0 | 0 | 0  | 0  | 0  | Qualificado à quinta fase                |  |       | —      | 11 Out |
| 3   | Omã                    | 0   | 0 | 0 | 0 | 0 | 0  | 0  | 0  |                                          |  | 8 Out |        | —      |

| 8 de outubro de 2025 | Omã | –    | Catar | Estádio Jassim Bin Hamad, Doha |
| 18:00 (UTC+3)        |     | FIFA |       |                                |

| 11 de outubro de 2025 | Emirados Árabes Unidos | –    | Omã | Estádio Jassim Bin Hamad, Doha |
| 20:15 (UTC+3)         |                        | FIFA |     |                                |

| 14 de outubro de 2025 | Catar | –    | Emirados Árabes Unidos | Estádio Jassim Bin Hamad, Doha |
| 20:15 (UTC+3)         |       | FIFA |                        |                                |

## Grupo B
| Pos | Equipe             | Pts | J | V | E | D | GP | GC | SG | Classificado                             |  | KSA   | IRQ    | IND    |
| --- | ------------------ | --- | - | - | - | - | -- | -- | -- | ---------------------------------------- |  | ----- | ------ | ------ |
| 1   | Arábia Saudita (H) | 0   | 0 | 0 | 0 | 0 | 0  | 0  | 0  | Qualificado à Copa do Mundo FIFA de 2026 |  | —     | 14 Out |        |
| 2   | Iraque             | 0   | 0 | 0 | 0 | 0 | 0  | 0  | 0  | Qualificado à quinta fase                |  |       | —      | 11 Out |
| 3   | Índia              | 0   | 0 | 0 | 0 | 0 | 0  | 0  | 0  |                                          |  | 8 Out |        | —      |

| 8 de outubro de 2025 | Indonésia | –    | Arábia Saudita | Cidade dos Esportes Rei Abdullah, Gidá |
| 20:15 (UTC+3)        |           | FIFA |                |                                        |

| 11 de outubro de 2025 | Iraque | –    | Indonésia | Cidade dos Esportes Rei Abdullah, Gidá |
| 22:30 (UTC+3)         |        | FIFA |           |                                        |

| 14 de outubro de 2025 | Arábia Saudita | –    | Iraque | Cidade dos Esportes Rei Abdullah, Gidá |
| 22:30 (UTC+3)         |                | FIFA |        |                                        |